# Václav Krondl
Václav Krondl (5 febbraio 1953) è un arbitro di calcio ceco, cecoslovacco fino al 1993.
In carriera ha diretto la finale della Coppa delle Coppe 1993-1994 tra Arsenal e Parma, vinta dagli inglesi 1-0, e la gara Scozia-Svizzera, vinta dagli scozzesi 1-0, durante il Campionato europeo di calcio 1996.